# Meunet-sur-Vatan
Meunet-sur-Vatan là một xã ở tỉnh Indre khu vực trung bộ Pháp. Xã này có diện tích 12,47 km², dân số thời điểm năm 1999 là 176 người. Khu vực này có độ cao trung bình 140 mét trên mực nước biển.